# Umalia horikoshii
Umalia horikoshii is een krabbensoort uit de familie van de Raninidae. De wetenschappelijke naam van de soort is voor het eerst geldig gepubliceerd in 1975 door Takeda.